# Västbo härad
Västbo härad var ett härad i västra Småland, före 1974 helt i Jönköpings län och var en del av smålandet Finnveden. Häradet motsvarar idag delar av Gnosjö, Gislaveds, Värnamo, Hylte och Ljungby kommuner. Häradets areal uppgick till 2 192 km², varav land 1 945. 1930 fanns här 31 388 invånare.  Tingsplats var fram till 1904 Ölmestad i Reftele socken, efter det flyttade den till Reftele.

## Namnet
Häradsnamnet skrevs 1268 prouincie de Wæstbo. Det anger väderstreck och innehåller bo för "bygd" eller "förvaltningsdistrikt".

## Socknar
Västbo härad omfattade 25 socknar.
| I Gislaveds kommun - Anderstorps socken - Bosebo socken - Burseryds socken - Båraryds socken ombildades 1949 till Gislaveds köping - Gryteryds socken - Kållerstads socken - Reftele socken - Sandviks socken - Södra Hestra socken - Villstads socken - Våthults socken - Ås socken I Gnosjö kommun - Gnosjö socken - Kulltorps socken även i Värnamo kommun | I Hylte kommun - Femsjö socken med en del före 1888 i Sunnerbo härad - Färgaryds socken - Jälluntofta socken - Långaryds socken - Södra Unnaryds socken I Värnamo kommun - Bredaryds socken - Dannäs socken - Forsheda socken - Torskinge socken I Ljungby kommun - Bolmsö socken även Gislaveds kommun och Värnamo kommun - Tannåkers socken |

## Geografi
Häradet var beläget i västra Småland på Småländska höglandet kring ån Nissan och sjön Bolmen.

### Sätesgårdar
- Simmarydsnäs säteri (Jälluntofta socken)[3]
- Jansbergs säteri (Långaryd)[4][5]
- Södra Landeryds säteri (Långaryd)[6][7]
- Norra Landeryds säteri (Långaryd)[6][7] Yttersjöholms säteri (Långaryd),[8][9]
- Bråarps säteri (Anderstorp)[10]
- Stjärnehults säteri (Anderstorp)[11]
- Gyllenfors bruk (Anderstorp)[12][13]
- Bollbynäs säteri (Bosebo)[14]
- Örnaholms säteri (Båraryd)[15]
- Staffansbo säteri (Kållerstad)[16]
- Stora Segerstads säteri (Reftele)[17][18]
- Lilla Segerstads säteri (Reftele)[17][19]
- Väboholms säteri (Vä Ågård, Reftele)[20][21]
- Strands säteri (Reftele)[22][23]
- Ölmestads säteri (Reftele)[24]
- Sandviks herrgård (Sandvik)[25]
- Samseryds säteri (Södra Hestra)[26][27]
- Arnåsholms säteri (Villstad)[28]
- Isberga säteri (Villstad)[29][30]
- Svanaholms säteri (Ås)[31]
- Töllstorps säteri (Gnosjö)[32]
- Aggarps säteri (Kulltorp)[33][34]
- Annebergs säteri (Bredaryd)[35][36]
- Eskilstorps säteri (Bredaryd)[37]
- Havrida säteri (Forslyckan, Bredaryd)[38]
- Dannäs herrgård (Dannäs)[39][40]
- Gavlö säteri (Stora Gavlö, Dannäs)[41][42]
- Schedingsnäs säteri (Forsheda)[43]
- Liljenäs säteri (Torskinge)[44][45]
- Hjälmaryds säteri (Torskinge)[46]
- Fylleryds säteri (Torskinge)[47]
- Toftanäs säteri (Bolmsö)[48][49]
- Tannåkers säteri (Stora Tannåker, Tannåker).[50]

### Gästgiverier
Gästgiverier har funnits i:
- Nissaryd (Långaryd)[51][52]
- Burseryds kyrkby i Burseryds socken[53]
- Gislaved Storegården (Båraryd)[54][55]
- Norlida (Båraryd)[56]
- Ölmestad, även häradets tingsställe (Reftele)[57][24]
- Lanna (Kulltorp)[58][59]
- Forshedas kyrkby i Forsheda socken.[60]

## Län, fögderier, tingslag, domsagor och tingsrätter
Socknarna ingick före 1971 helt i Jönköpings län. 1974 fördes fem socknar till Hallands län och till Kronobergs län överfördes 1971 Tannåkers socken och 1974 en del av en socken (Bolmsö). Församlingarna tillhör(de) från 1555 Växjö stift.
Häradets socknar hörde till följande fögderier:
- 1720-1945 Västbo fögderi
- 1946-1990  Reftele fögderi (till 1952 för Torskinge, Forsheda och Dannäs socknar, till 1967 för Bredaryds och Kulltorps socknar
- 1952-1990 Värnamo fögderi för Torskinge, Forsheda och Dannäs socknar, från 1967 för Bredaryds och Kulltorps socknar

Socknarna som överfördes till Ljungby kommun 1971 och 1974 följde därefter de tingsrätter och fögderier som övriga socknar i Sunnerbo härad. Socknarna som överfördes till Hylte kommun 1971 och 1974 följde därefter samma tingsrätter och fögderier som övriga socknar i Halmstads härad. 
Häradets socknar tillhörde följande tingslag, domsagor och tingsrätter:
- 1680-1947 Västbo tingslag i 
  - 1680-1778 Sunnerbo, Västbo och Östbo häraders domsaga
  - 1779-1947 Östbo och Västbo domsaga
- 1948-1970 Östbo och Västbo domsagas tingslag i Östbo och Västbo domsaga

- 1971-2005 Värnamo tingsrätt och domsaga, dock ej de delar som uppgick i Ljungby kommun 1971/74 och Hylte kommun 1974
- 2005- Jönköpings tingsrätt och domsaga dock ej områdena inom Ljungby kommun och Hylte kommun
- 1974- Halmstads tingsrätt (1974 benämnd Hallands södra tingsrätt) och domsaga för socknarna i Hylte kommun

## Kultur och historia
Västbo härads folkkultur har beskrivits i en av 1700‑talets viktigaste folklivsskildringar, Beskrifning om swenska allmogens sinnelag, seder etc. av Petrus Gaslander.